# Silvester van der Hansz
Silvester van der Hansz (Zoetermeer, 31 december 1989) is een Nederlands journalist en redacteur.

## Levensloop
Van der Hansz ging naar het mbo aan het ID College in Zoetermeer waar hij een opleiding volgde tot reclame en zakelijke communicatie. Hierna volgde hij een opleiding tot journalistiek en beeldredactie aan de Hogeschool van Amsterdam.
Van der Hansz begon in 2011 zijn loopbaan bij RTL Productions waar hij werkte als redacteur voor tv-programma's. Hierna werkte hij korte tijd als freelance journalist bij Telegraaf Media Groep. In april 2013 trad hij in dienst bij DPG Media waar hij werkt bij de afdeling van het AD. Hij werkt hier als redacteur en doet verslag over nieuws in Den Haag en Zoetermeer.

## Tv-programma's
- Dit ben ik
- Leven als een prof
- Herman zoekt kerststerren
- Zac’s world